# La Parra
La Parra é um município da Espanha na comarca de Zafra-Río Bodión, província de Badajoz, comunidade autónoma da Estremadura, de área 78,2 km². Em 2021 tinha 1 322 habitantes (densidade: 16,9 hab./km²).
É o quarto município de Espanha com mais de mil habitantes com menor taxa de renda bruta declarada, apenas 11 528 euros por ano por habitante

## Demografia
| Variação demográfica do município entre 1991 e 2016 | Variação demográfica do município entre 1991 e 2016 | Variação demográfica do município entre 1991 e 2016 | Variação demográfica do município entre 1991 e 2016 | Variação demográfica do município entre 1991 e 2016 |
| --------------------------------------------------- | --------------------------------------------------- | --------------------------------------------------- | --------------------------------------------------- | --------------------------------------------------- |
| 1991                                                | 1996                                                | 2001                                                | 2004                                                | 2016                                                |
| 1412                                                | 1419                                                | 1409                                                | 1427                                                | 1364                                                |